# USS Daniel Webster (SSBN-626)
USS Daniel Webster (SSBN-626) – amerykański okręt podwodny z napędem atomowym oryginalnego typu Lafayette (SSBN616). "Daniem Webster" był pierwszym z punktu widzenia kolejności budowy okrętem swojego typu, wyposażonym w pociski balistyczne SLBM typu Polaris A-3. W kolejnych jednak latach, pociski wszystkich jednostek typu SSBN616 zostały wymienione na wyposażone w głowice MIRV Poseidon C-3.
Okręt wyposażony był w siłownię nuklearną z jednym reaktorem wodnociśnieniowym S5W, za pomocą dwóch turbin parowych o mocy 15000 KM, napędzającym jedną śrubę.